# Le Bugue
Le Bugue est une commune française située dans le département de la Dordogne, en région Nouvelle-Aquitaine. De 1790 à 2015, la commune était le chef-lieu du canton du Bugue.

## Géographie

### Généralités

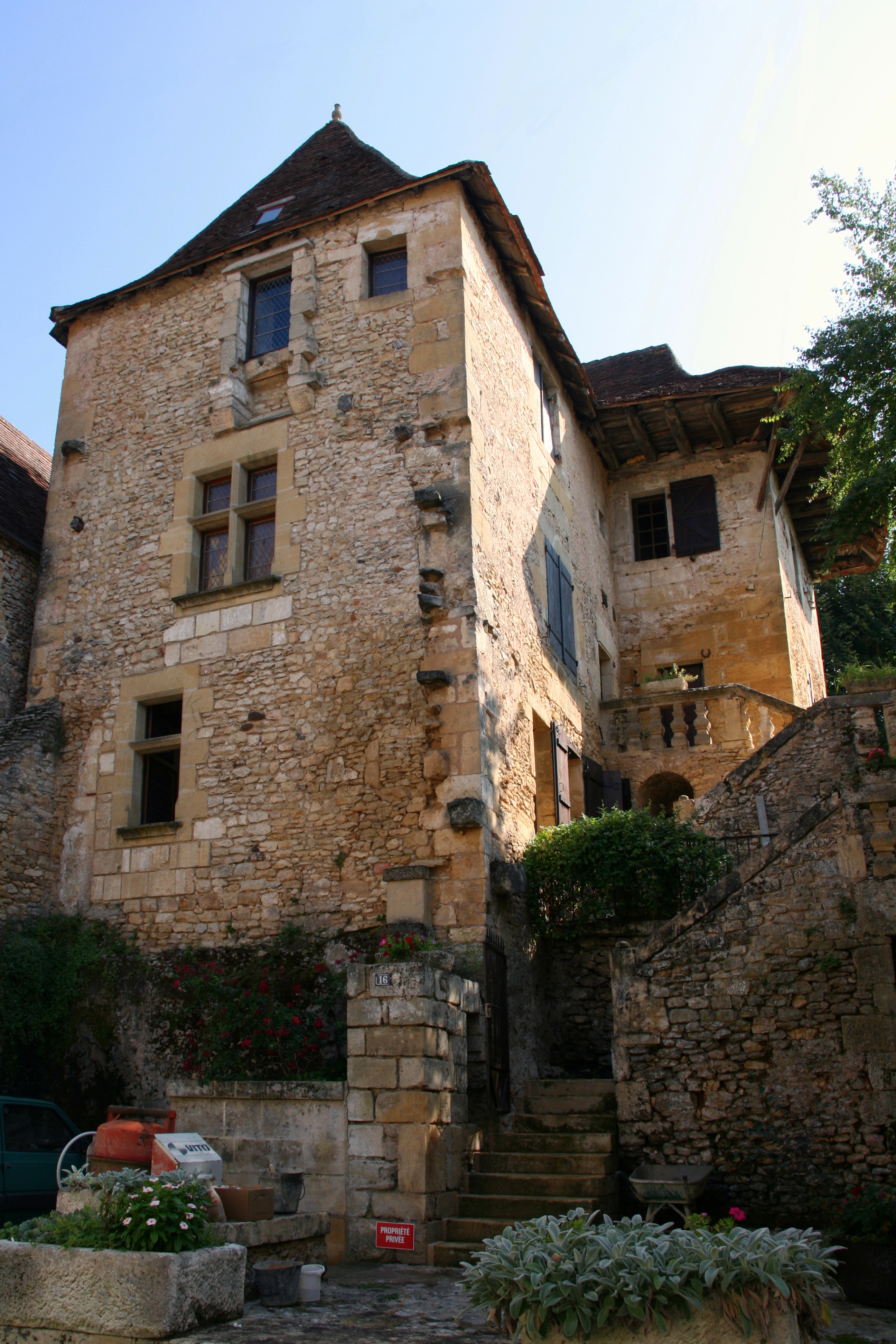
Une maison dans la Grand'Rue.

La commune du Bugue est implantée dans le quart sud-est du département de la Dordogne, en Périgord noir. Elle est arrosée par la Vézère, quelques kilomètres en amont de sa confluence avec la Dordogne.
Au confluent de la Vézère et d'un petit affluent, le ruisseau de Ladouch, et à l'intersection des routes départementales (RD) 31, 31E1, 703 et 710, la ville du Bugue se trouve, en distances orthodromiques, huit kilomètres au nord du Buisson-de-Cadouin et dix-sept kilomètres au nord-est de Lalinde.
Le territoire communal est également desservi par les RD 31E2 et 32E5, ainsi que par la ligne ferroviaire Périgueux-Agen, en gare du Bugue.
Entre Les Eyzies à l'est et Limeuil et Paunat au sud-ouest, le sentier de grande randonnée GR 36 traverse la commune sur dix kilomètres.

### Communes limitrophes
Le Bugue est limitrophe de neuf autres communes. Saint-Chamassy au sud et Paunat au sud-ouest sont limitrophes sur environ 700 mètres.
| Journiac              |                | Savignac-de-Miremont |
| Saint-Avit-de-Vialard | du Bugue       | Les Eyzies           |
| Paunat, Limeuil       | Saint-Chamassy | Campagne, Audrix     |

### Géologie et relief

#### Géologie
Situé sur la plaque nord du Bassin aquitain et bordé à son extrémité nord-est par une frange du Massif central, le département de la Dordogne présente une grande diversité géologique. Les terrains sont disposés en profondeur en strates régulières, témoins d'une sédimentation sur cette ancienne plate-forme marine. Le département peut ainsi être découpé sur le plan géologique en quatre gradins différenciés selon leur âge géologique. Le Bugue est située dans le troisième gradin à partir du nord-est, un plateau formé de calcaires hétérogènes du Crétacé.
Les couches affleurantes sur le territoire communal sont constituées de formations superficielles du Quaternaire et de roches sédimentaires datant pour certaines du Cénozoïque, et pour d'autres du Mésozoïque. La formation la plus ancienne, notée j6-7, date du Kimméridgien terminal au Tithonien, composée de calcaires micritiques en petits bancs alternant avec des bancs marneux à lumachelles. La formation la plus récente, notée CFp, fait partie des formations superficielles de type colluvions indifférenciées de versant, de vallon et plateaux issues d'alluvions, molasses, altérites. Le descriptif de ces couches est détaillé dans la feuille « no 807 - Le Bugue » de la carte géologique au 1/50 000 de la France métropolitaine, et sa notice associée.

Carte géologique du Bugue.

#### Relief et paysages
Le département de la Dordogne se présente comme un vaste plateau incliné du nord-est (491 m, à la forêt de Vieillecour dans le Nontronnais, à Saint-Pierre-de-Frugie) au sud-ouest (2 m à Lamothe-Montravel). L'altitude du territoire communal varie quant à elle entre 48 m et 245 m,.
Dans le cadre de la Convention européenne du paysage entrée en vigueur en France le 1er juillet 2006, renforcée par la loi du 8 août 2016 pour la reconquête de la biodiversité, de la nature et des paysages, un atlas des paysages de la Dordogne a été élaboré sous maîtrise d’ouvrage de l’État et publié en octobre 2020. Les paysages du département s'organisent en huit unités paysagères et 14 sous-unités. La commune fait partie du Périgord noir, un paysage vallonné et forestier, qui ne s’ouvre que ponctuellement autour de vallées-couloirs et d’une multitude de clairières de toutes tailles. Il s'étend du nord de la Vézère au sud de la Dordogne (en amont de Lalinde) et est riche d’un patrimoine exceptionnel.
La superficie cadastrale de la commune publiée par l'Insee, qui sert de référence dans toutes les statistiques, est de 28,96 km2,,. La superficie géographique, issue de la BD Topo, composante du Référentiel à grande échelle produit par l'IGN, est quant à elle de 30,25 km2.

### Hydrographie

#### Réseau hydrographique
La commune est située dans le bassin de la Dordogne au sein du Bassin Adour-Garonne. Elle est drainée par la Vézère, le ruisseau de Ladouch, et par divers petits cours d'eau, qui constituent un réseau hydrographique de 21 km de longueur totale,.
La Vézère, d'une longueur totale de 211,2 km, prend sa source en Corrèze dans la commune de Meymac et se jette dans la Dordogne — dont elle est l'un des principaux affluents — en rive droite, à Limeuil, face à Alles-sur-Dordogne,. Elle traverse la commune d'est au sud-ouest sur près de neuf kilomètres, lui servant de limite naturelle sur cinq kilomètres, en deux tronçons, face à Campagne et à Limeuil.
Le ruisseau de Ladouch, ou ruisseau de Journiac dans sa partie amont, d'une longueur totale de 9,23 km, prend sa source dans la commune de Journiac et se jette dans la Vézère en rive droite, à l'ouest du centre-ville du Bugue. Il arrose l'ouest du territoire communal sur près de quatre kilomètres.

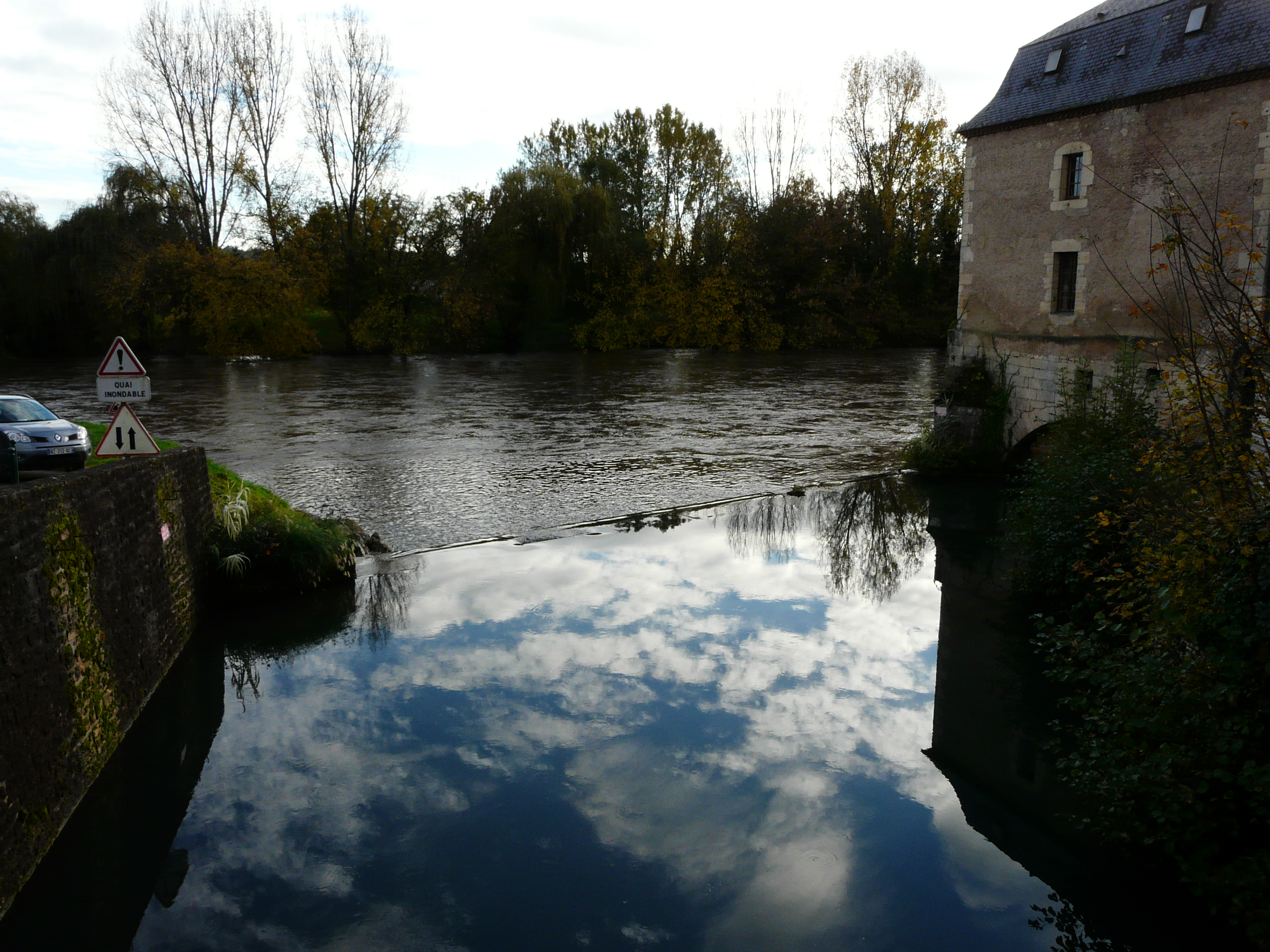
Le ruisseau de Ladouch au premier plan se jette dans la Vézère au second plan.
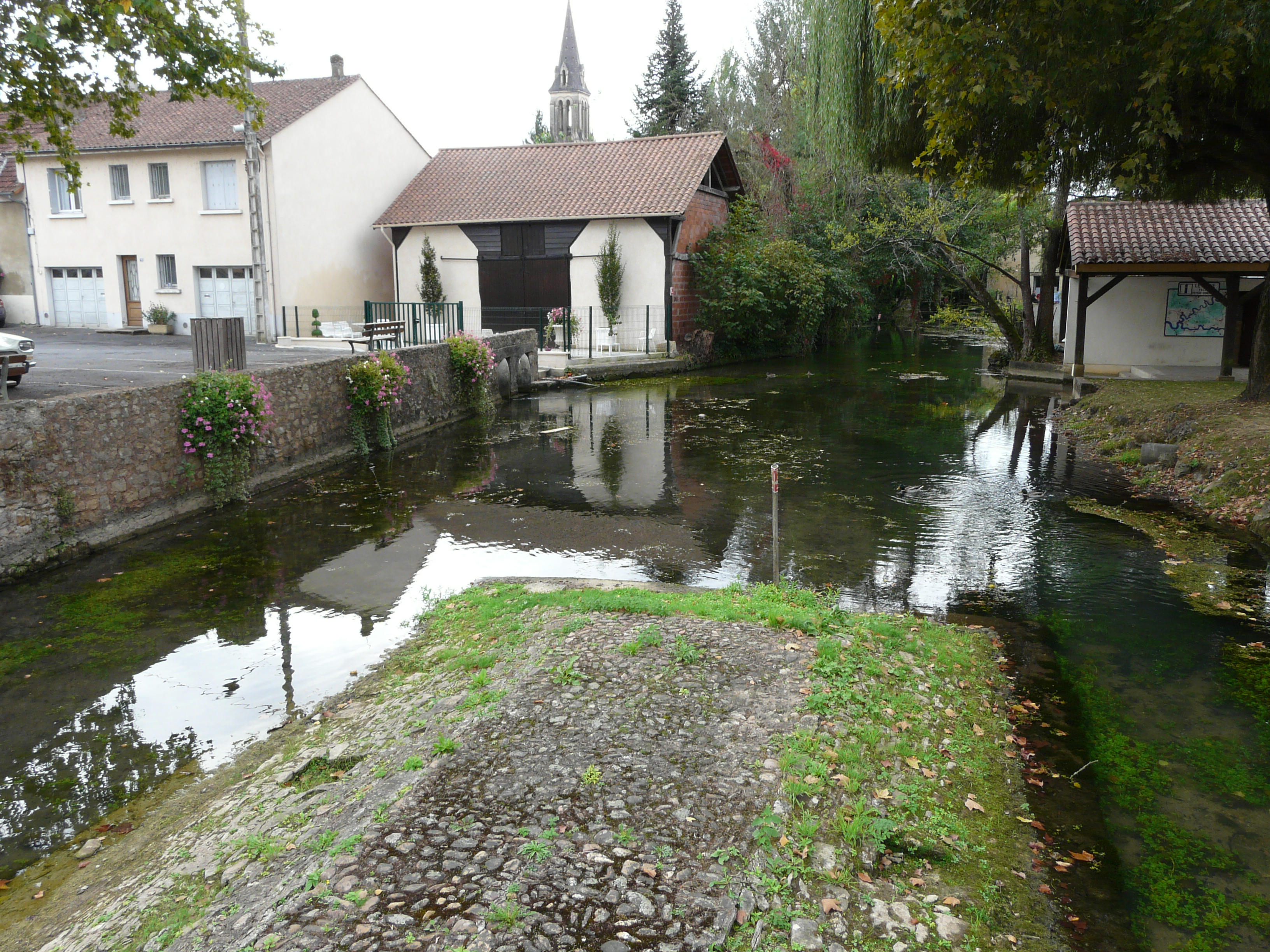
Le ruisseau de Ladouch au nord du centre-ville.
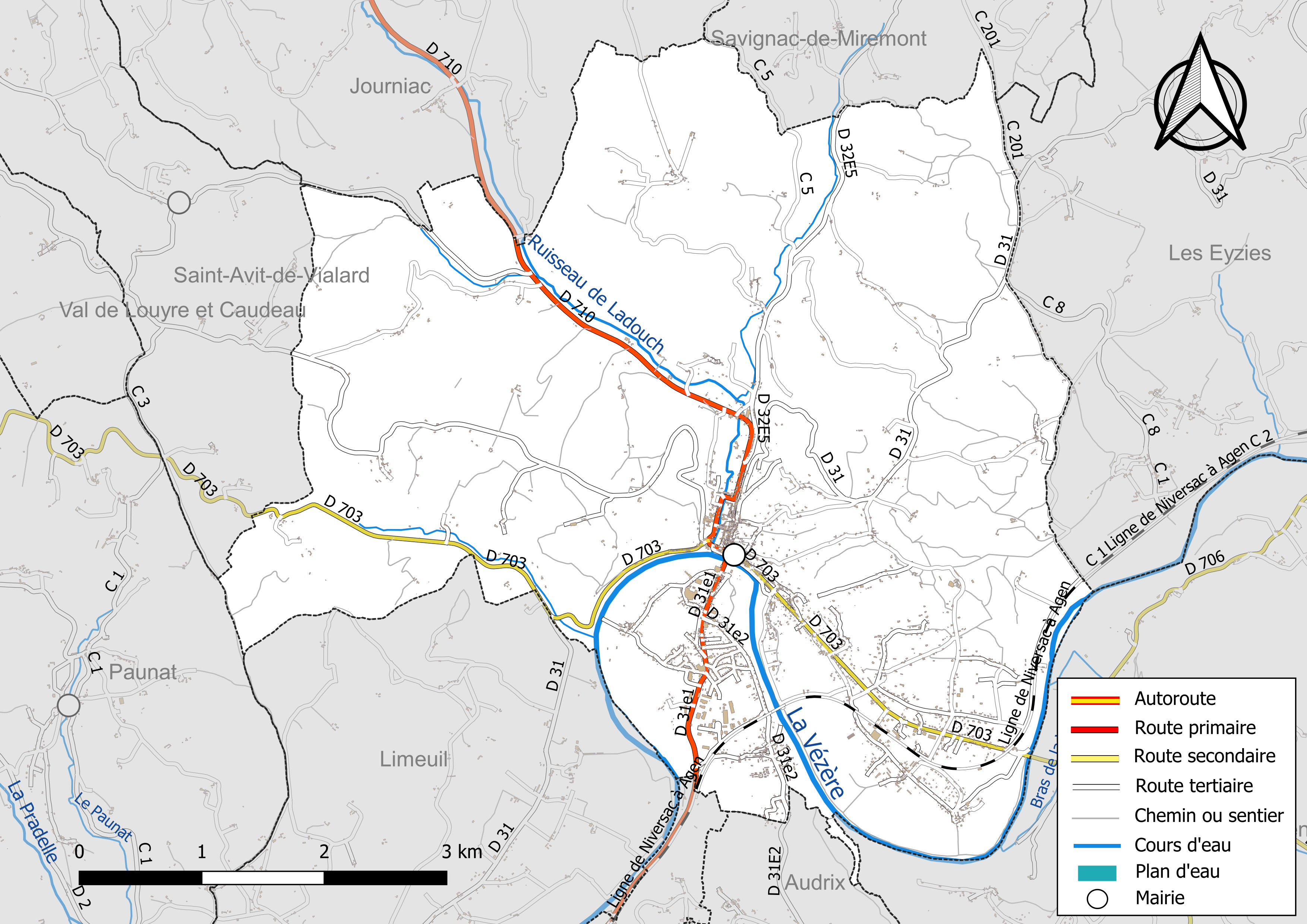
Réseaux hydrographique et routier du Bugue.
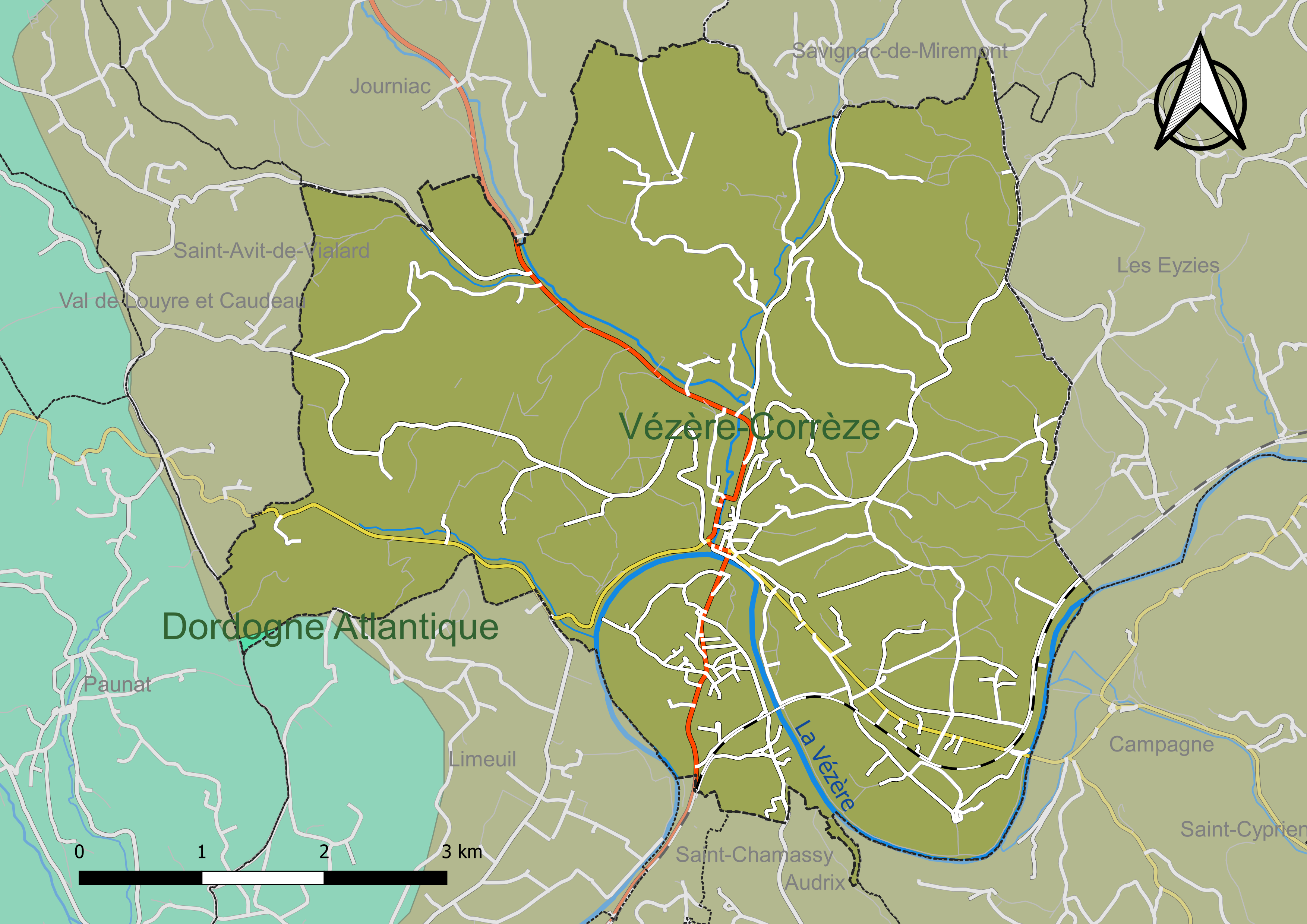
Carte des schémas d'aménagement et de gestion des eaux (SAGE) couvrant le territoire communal du Bugue.

#### Gestion et qualité des eaux
Le territoire communal est couvert par les schémas d'aménagement et de gestion des eaux (SAGE) « Dordogne Atlantique » et « Vézère-Corrèze ». Le SAGE « Dordogne Atlantique », dont le territoire correspond au sous‐bassin le plus aval du bassin versant de la Dordogne (aval de la confluence Dordogne - Vézère)., d'une superficie de 2 700 km2 est en cours d'élaboration. La structure porteuse de l'élaboration et de la mise en œuvre est l'établissement public territorial de bassin de la Dordogne (EPIDOR). Le SAGE « Vézère-Corrèze », dont le territoire regroupe les bassins versants de la Vézère et de la Corrèze, d'une superficie de 3 730 km2 est en cours d'élaboration. La structure porteuse de l'élaboration et de la mise en œuvre est le conseil départemental de la Corrèze. Ils définissent chacun sur leur territoire les objectifs généraux d’utilisation, de mise en valeur et de protection quantitative et qualitative des ressources en eau superficielle et souterraine, en respect des objectifs de qualité définis dans le troisième SDAGE  du Bassin Adour-Garonne qui couvre la période 2022-2027, approuvé le 10 mars 2022.
La quasi-totalité du territoire communal dépend du SAGE Vézère-Corrèze, seule une infime partie à l'extrême ouest, en limite de Paunat, étant rattachée au SAGE Dordogne Atlantique.
La qualité des eaux de baignade et des cours d’eau peut être consultée sur un site dédié géré par les agences de l’eau et l’Agence française pour la biodiversité.

### Climat
Pour des articles plus généraux, voir Climat de la Nouvelle-Aquitaine et Climat de la Dordogne.
Historiquement, la commune est exposée à un climat océanique aquitain.  
En 2020, Météo-France publie une typologie des climats de la France métropolitaine dans laquelle la commune est exposée à un climat océanique altéré et est dans la région climatique  Aquitaine, Gascogne, caractérisée par une pluviométrie abondante au printemps, modérée en automne, un faible ensoleillement au printemps, un été chaud (19,5 °C), des vents faibles, des brouillards fréquents en automne et en hiver et des orages fréquents en été (15 à 20 jours).
Pour la période 1971-2000, la température annuelle moyenne est de 12,5 °C, avec  une amplitude thermique annuelle de 15,4 °C. Le cumul annuel moyen de précipitations est de 887 mm, avec 12,3 jours de précipitations en janvier et 6,4 jours en juillet. Pour la période 1991-2020, la température moyenne annuelle observée sur la station météorologique la plus proche, située sur la commune de Pays de Belvès à 17 km à vol d'oiseau, est de 13,0 °C et le cumul annuel moyen de précipitations est de 888,2 mm,. Pour l'avenir, les paramètres climatiques de la commune estimés pour 2050 selon différents scénarios d’émission de gaz à effet de serre sont consultables sur un site dédié publié par Météo-France en novembre 2022.

## Urbanisme

### Typologie
Au 1er janvier 2024, Le Bugue est catégorisée commune rurale à habitat dispersé, selon la nouvelle grille communale de densité à 7 niveaux définie par l'Insee en 2022.
Elle appartient à l'unité urbaine du Le Bugue, une unité urbaine monocommunale constituant une ville isolée,. La commune est en outre hors attraction des villes,.

### Occupation des sols
L'occupation des sols de la commune, telle qu'elle ressort de la base de données européenne d’occupation biophysique des sols Corine Land Cover (CLC), est marquée par l'importance des forêts et milieux semi-naturels (51,7 % en 2018), une proportion sensiblement équivalente à celle de 1990 (52 %). La répartition détaillée en 2018 est la suivante : 
forêts (51,2 %), zones agricoles hétérogènes (26,3 %), zones urbanisées (11,9 %), prairies (6 %), terres arables (4 %), milieux à végétation arbustive et/ou herbacée (0,5 %). L'évolution de l’occupation des sols de la commune et de ses infrastructures peut être observée sur les différentes représentations cartographiques du territoire : la carte de Cassini (XVIIIe siècle), la carte d'état-major (1820-1866) et les cartes ou photos aériennes de l'IGN pour la période actuelle (1950 à aujourd'hui).

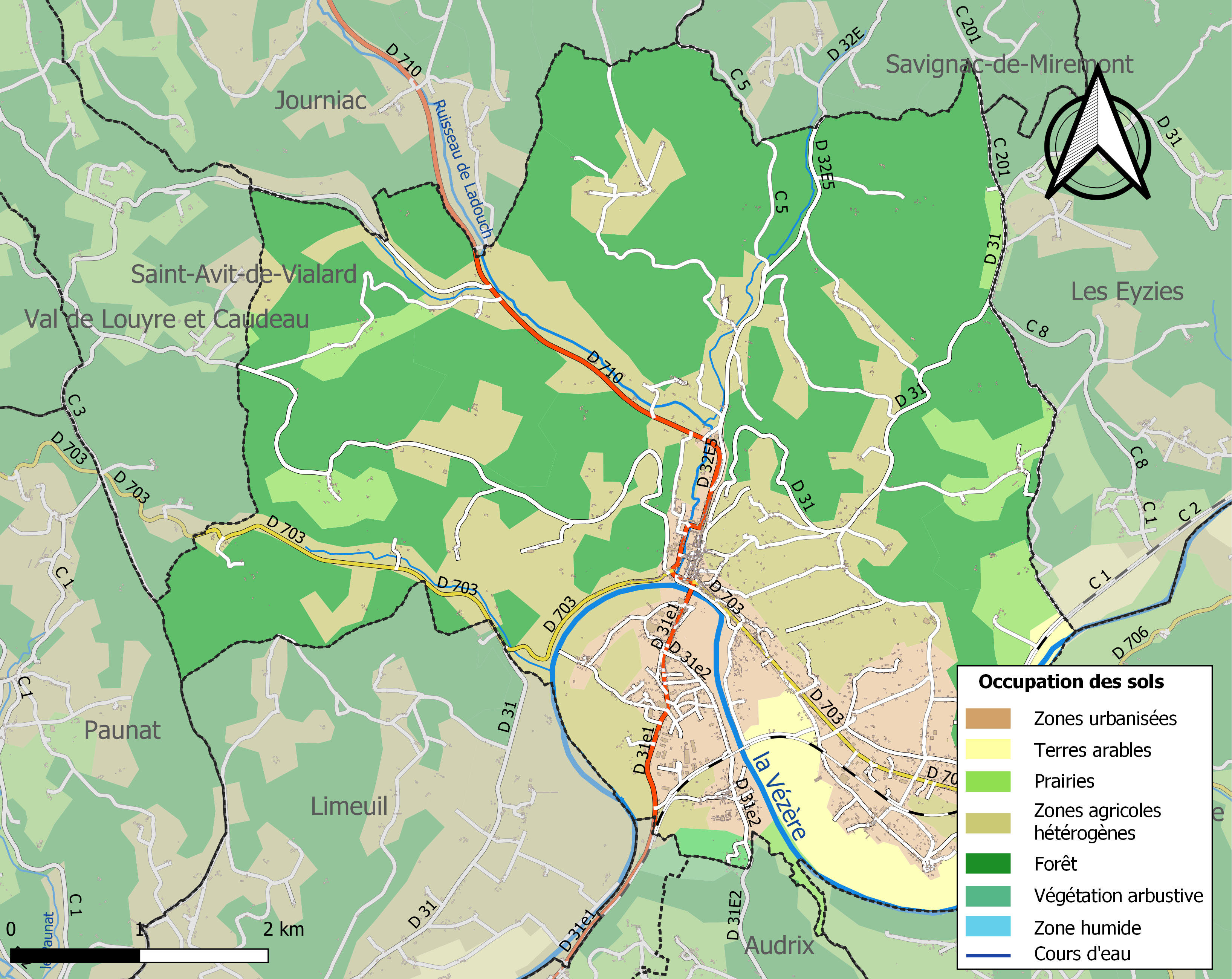
Carte des infrastructures et de l'occupation des sols de la commune en 2018 (CLC).

### Prévention des risques
Le territoire de la commune du Bugue est vulnérable à différents aléas naturels : météorologiques (tempête, orage, neige, grand froid, canicule ou sécheresse), inondations, feux de forêts, mouvements de terrains et séisme (sismicité très faible). Il est également exposé à un risque technologique, la rupture d'un barrage. Un site publié par le BRGM permet d'évaluer simplement et rapidement les risques d'un bien localisé soit par son adresse soit par le numéro de sa parcelle.

#### Risques naturels
Certaines parties du territoire communal sont susceptibles d’être affectées par le risque d’inondation par débordement de cours d'eau, notamment la Vézère. La commune a été reconnue en état de catastrophe naturelle au titre des dommages causés par les inondations et coulées de boue survenues en 1982, 1988, 1989, 1993, 1996, 1997, 1999, 2001 et 2008,. Le risque inondation est pris en compte dans l'aménagement du territoire de la commune par le biais du plan de prévention des risques inondation (PPRI) de la « vallée de la Vézère »  approuvé le 20 décembre 2000, pour les crues de la Vézère. La crue historique la plus forte sur le secteur du PPRI pour laquelle des informations sont disponibles est la crue d’octobre 1960. Le débit de pointe de cette crue a été défini à 1 360 m3/s à Montignac, soit une période de retour d’environ 250 ans,.
Le Bugue est exposée au risque de feu de forêt. L’arrêté préfectoral du 14 mars 2013 fixe les conditions de pratique des incinérations et de brûlage dans un objectif de réduire le risque de départs d’incendie. À ce titre, des périodes sont déterminées : interdiction totale du 15 février au 15 mai et du 15 juin au 15 octobre, utilisation réglementée du 16 mai au 14 juin et du 16 octobre au 14 février. En septembre 2020, un plan inter-départemental de protection des forêts contre les incendies (PidPFCI) a été adopté pour la période 2019-2029,.

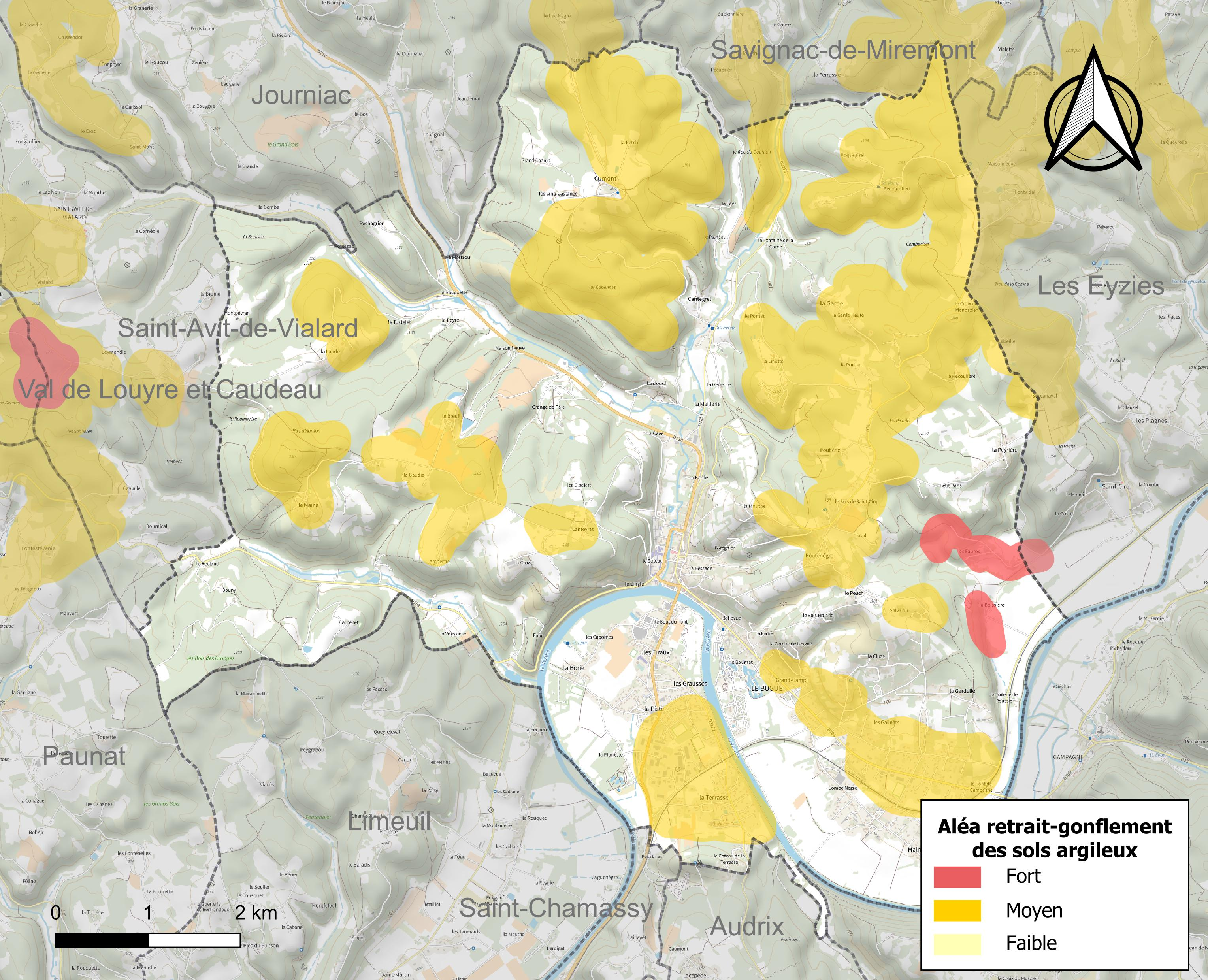
Carte des zones d'aléa retrait-gonflement des sols argileux du Bugue.

Les mouvements de terrains susceptibles de se produire sur la commune sont des tassements différentiels. Le retrait-gonflement des sols argileux est susceptible d'engendrer des dommages importants aux bâtiments en cas d’alternance de périodes de sécheresse et de pluie. 35,3 % de la superficie communale est en aléa moyen ou fort (58,6 % au niveau départemental et 48,5 % au niveau national métropolitain). Depuis le 1er octobre 2020, en application de la loi ÉLAN, différentes contraintes s'imposent aux vendeurs, maîtres d'ouvrages ou constructeurs de biens situés dans une zone classée en aléa moyen ou fort,.
La commune a été reconnue en état de catastrophe naturelle au titre des dommages causés par des mouvements de terrain en 1999.

#### Risque technologique
La commune est en outre située en aval des barrages de Monceaux la Virolle et de Bort-les-Orgues, deux ouvrages de classe A situés dans le département de la Corrèze et faisant l'objet d'un PPI depuis 2009. À ce titre elle est susceptible d’être touchée par l’onde de submersion consécutive à la rupture d'un de ces ouvrages.

## Toponymie

### Noms du lieu

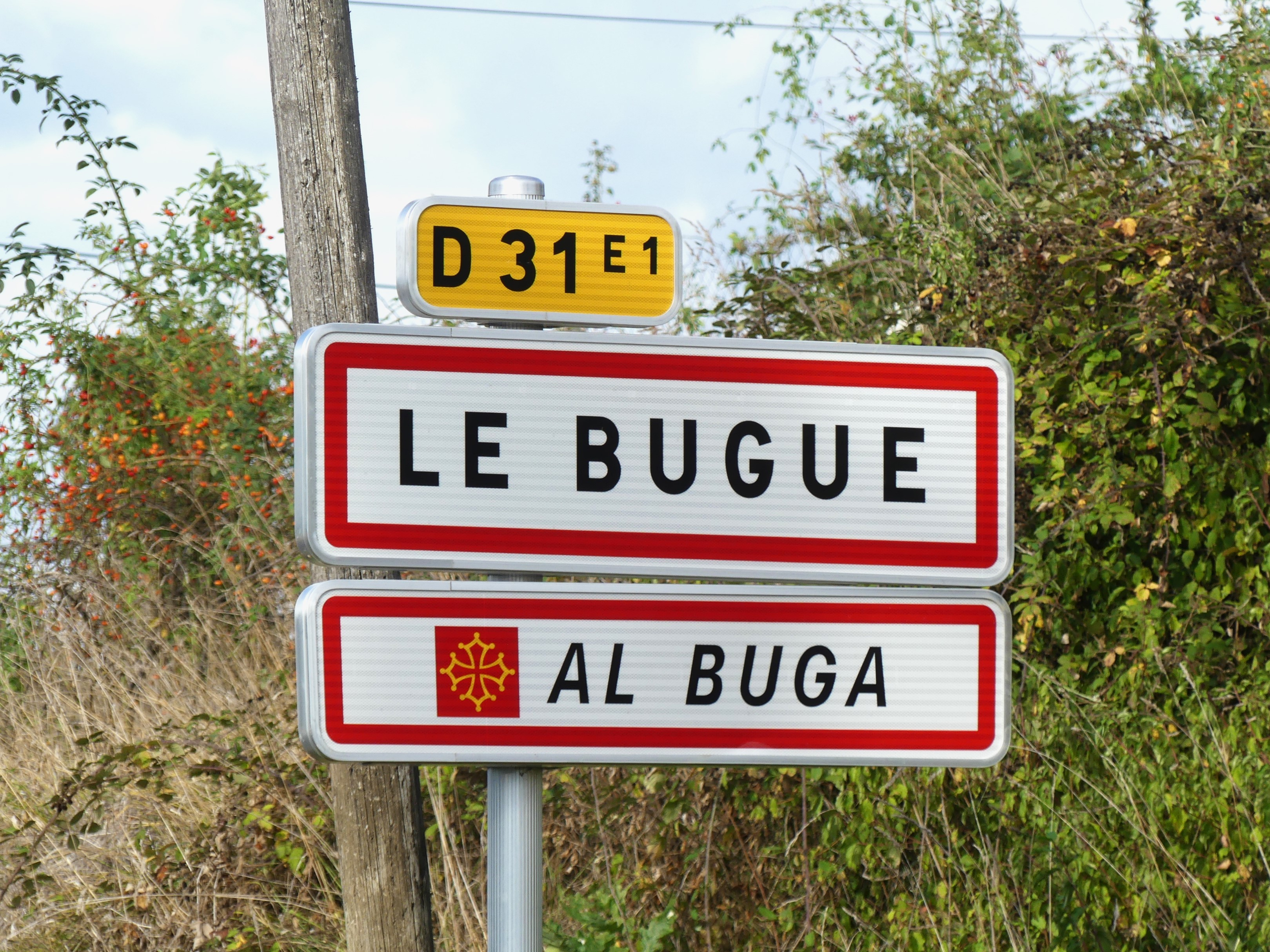
Panneau d'entrée en français et occitan.

Appelée Le Bugne en 1793, la commune prend son nom actuel, Le Bugue, dès 1801.
En occitan, la commune porte le nom d'Al Buga.

### Historique du nom du lieu
Au XIXe siècle, Alexis de Gourgues publie un dictionnaire topographique du département de la Dordogne, où il recense les anciennes dénominations attribuées au lieu : 
- en 856, Centena Albucense, dans le cartulaire de Saint-Martin-de-Limeuil ;
- en 936, Villa Albuca (Gall. ch.) ;
- au XIIIe siècle, Albuces dans un pouillé ;
- au XVIIe siècle, Al Bugo sur la carte du Sarladais.

### Interprétation et étymologie
Le nom originel Albuca, devenu Albuga, a subi entre le XIIIe et le XVIIe siècle une déglutination par mauvaise coupure donnant Al Buga, "Au Bugue" en français, puis Le Bugue comme dans Le Pecq (Yvelines), Alpicum au VIIe siècle.Albuca dériverait du gaulois *albuca, « pierre marneuse blanche »,, à moins qu'il s'agisse d’un mot gallo-roman ou de l’occitan albuga, « terre forte, argileuse, marne », d'origine gauloise.
À l’évidence, le nom de lieu Albuca est plus ancien que le mot occitan albuga, qui désigne des terrains argileux agricoles ou des « terres à brique ». On trouve en français plusieurs noms de lieux-dits correspondant à des mots de même origine : aubue, "terre humide et fraîche, difficile à labourer" (Bourgogne), variantes : eau bue, obu, herbue,…, aubuges, aubughes, "terres fortes, grasses, argileuses" (Saintonge, Sarthe) ; aubuis, "argile blanchâtre issue de la décomposition de la craie" (Val de Loire) ; aubus, "argile jaunâtre des collines rocheuses du bord du Loir "(Vendômois), aubuy, aubu, "tuf décomposé placé entre la terre arable et le tuf" (Anjou) ; arbue, orbue, "espèce de terre blanchâtre argileuse, très collante, utilisée parfois dans la construction des maisons, amendement marneux" (Doubs, Bresse). Ces terrains peuvent être « blanchâtre », mais souvent d’une toute autre couleur : « le même mot [aubues] est utilisé dans d’autres régions françaises, pour des sols totalement différents, par exemple :
- Des sols gris clair, argileux et calcaires issus de craie cénomanienne ou des marnes turoniennes du nord de la Vienne :
- Un « limon jaune pâle, lessivé, battant, froid, trop humide… » dans la vallée de la Saône, (Plaisance et Cailleux, 1958). »[55]

Dans la zone occitane, on note la variante aubica, « argile » dans la région de Nîmes, « terre grasse », ce qui montre que nous avons affaire à un doublet *albuca/albica analogue à carruca/carrica, où le mot latin carruca, formé d’après carrum, « chariot » avec un suffixe -uca, signifie « carrosse », tandis que le mot bas-latin carrica, avec un suffixe -ica, signifie la « charge ». Les glissements sémantiques se poursuivront puisque carruca est l’origine du français charrue et carrica du basque karrika, la « route ».
Le site du Bugue, Centana Albucense en 856, est comparable à celui d’Albi (Tarn), Civitas Albigensium au IVe s et celui du Pecq (Yvelines), Alpicum au VIIe s.. Il s’agit de sites perchés au-dessus d’une rivière, respectivement la Vézère, le Tarn et la Seine, dont le nom, Albuca/Albica, um, a été formé avec un suffixe -uca/ica sur Alba, um, nom de plusieurs localités situées sur des hauteurs : Alba (Piémont, Italie), Alba Pompeia au Ier s. ; Aps, renommée Alba-la-Romaine (Ardèche), Alba Heluorum au Ier s. ; Alba, Άλβα (Alba) au IIe s., une ville des Varduli (Vardules) dont le nom est à l’origine de Alava, province du Pays Basque espagnol ; Arjona en Andalousie, Urgao Alba au Ier s. ; Vintimille en Ligurie, Album Intimilium au Ier s. ; Albenga en Ligurie, Album Ingaunum au Ier s.. Ces noms de lieu dérivent d'un type commun aux langues indo-européennes et sémitiques *alb-, celui qui est à l'origine des Alpes, la chaîne de montagne appelée de manière collective par le pluriel d’un nom, alpe (français), arpe (arpetan), Alm (bairisch), Alp, Alpe ou Alb (alemannisch), etc. désignant la prairie d’altitude, objectif de la transhumance estivale des troupeaux.
De "site perché", le sens de Albuca/albica aurait ensuite glissé, en particulier vers celui d’argile, terre « nourricière » par excellence. Le lien avec des défrichements anciens par brûlis préromains et probablement préceltiques de ces plateaux en surplomb paraît assuré avec les dérivés latins albucium, « asphodèle » et albucum, « bulbe d’asphodèle, asphodèle ». L’asphodèle est en effet une plante caractéristique des terrains calcaires dégradés par le feu.

## Histoire
Au confluent du ruisseau de Ladouch et de la Vézère, Le Bugue fut habité dès la préhistoire (grotte de Bara-Bahau).
Le Bugue est un chef-lieu de centaine au IXe siècle. Les Annales bénédictines, tome 1, p. 47 citent un acte de 856. Les centaines ont été créées par Clotaire II et Childebert II en 595 et 596 et remplacées par les archiprêtrés au Xe siècle. Un archiprêtré du Bugue est déjà cité au Xe siècle. L'abbaye de bénédictines dédiée sous le titre du Saint Sauveur est fondée vers 964  par Adélaïde de Montignac, épouse de Grimoard. L'église Saint-Marcel dépend de cette abbaye. L'église Saint-Sulpice se trouvant près de la Vézère est celle de la paroisse du Bugue, dépendant du diocèse de Périgueux.
Le Bugue connut une période de prospérité jusqu'en 1154, date à laquelle le Périgord devint province anglaise : étant souvent ville frontière entre les troupes anglaises et celles du roi de France, la communauté souffrit de sa position. Guillaume de Gourdon met le feu à la ville vers 1160 et  détruit le couvent. Il est reconstruit au XIIIe siècle. Par un acte passé le 6 mai 1264 entre l'abbesse Marie de Commarque et Raymond de Bouville et ses frères, seigneurs de Limeuil, la ville du Bugue et le couvent dépendent des seigneurs de Limeuil,,.
Une légende veut que Saint Louis y aurait fait une halte sur le chemin des croisades et il aurait attaché son cheval près du ruisseau de Ladouch, ce qui donne le nom à la « place du Pré-Saint-Louis » et fixe ainsi la date de la foire aux bestiaux, devenue fête votive depuis les années 2000[réf. nécessaire].
Selon la bulle de création de l'évêché de Sarlat, la Vézère servait de frontière entre les deux évêchés du Périgord. L'archiprêtré du Bugue dépendait du diocèse de Périgueux.
Une des dates les plus importantes de l'histoire du Bugue reste celle de novembre 1319 quand le roi de France, Philippe le Long, ordonna par acte scellé que le marché soit tenu perpétuellement le mardi, acte toujours en vigueur au XXIe siècle.
En 1414, il ne reste plus que quelques religieuses dans l'abbaye qui confine à la ruine. Le Bugue tombe entre les mains des Anglais. Au milieu du XVe siècle, l'abbaye est dans un état déplorable. Il ne reste que deux religieuses. Gabrielle du Breuil est abbesse en 1550, mais en 1563 elle devient protestante. À la mort de l'abbesse Antoinette de Saint-Michel, en 1575, Galiot de la Tour, seigneur de Limeuil, chasse les religieuses. L'abbaye est pillée en 1577. Elle reste inoccupée pendant 28 ans. L'ancien couvent tombe en ruine. En 1677, Marie-Catherine de Rocquart est nommée abbesse, confirmée par le pape en 1681. Elle a entrepris la reconstruction de l'abbaye au bord de la Vézère. En 1686, la nef de l'église Saint-Sulpice reste à bâtir. L'évêque de Périgueux a transféré le service divin de la paroisse Saint-Sulpice dans l'église de l'abbaye. Un acte de 1691 indique que les cures Saint-Marcel du Bugue, Saint-Cirq, Monmadalès et Marnac sont rattachées à l'abbaye. En 1759, après la nomination comme abbesse d'Élisabeth d'Aubusson, un incendie dévore le couvent. Les bâtiments sont mal reconstruits car ils menacent ruine en 1781. Les biens de l'abbaye sont vendus comme biens nationaux à partir de 1791. L'église Saint-Marcel est vendue le 2 germinal an II à Antoine Lacoste.
Cité commerciale tranquille jusqu'à la Révolution — en dépit de quelques luttes fratricides entre les seigneurs de Limeuil et de Fleurac —, Le Bugue doit une partie de sa renommée au physicien Jean Rey qui découvrit les lois de la conservation de la masse 200 ans avant Lavoisier et inventa le thermoscope, ancêtre du thermomètre moderne. La halle-hôtel de ville est construite entre 1848 et 1852. La fin du XIXe siècle est marquée par l'arrivée du chemin de fer (ligne de Périgueux à Agen mise en service en 1863) et par la construction du pont sur la Vézère (dans les années 1870). L'église Saint-Sulpice a été reconstruite entre 1871 et 1876.
En septembre 1939, les habitants de la commune alsacienne de Marckolsheim ont trouvé refuge au Bugue et dans les communes voisines.

## Politique et administration

### Rattachements administratifs
Dès 1790, la commune du Bugue est le chef-lieu du canton du Bugue qui dépend du district de Montignac jusqu'en 1795, date de suppression des districts. En 1801, le canton dépend de l'arrondissement de Sarlat (devenu l'arrondissement de Sarlat-la-Canéda en 1965).
Dans le cadre de la réforme de 2014 définie par le décret du 21 février 2014, ce canton disparaît aux élections départementales de mars 2015. La commune est alors rattachée au canton de la Vallée de l'Homme.

### Intercommunalité
Fin 2000, Le Bugue intègre dès sa création la communauté de communes Terre de Cro-Magnon. Celle-ci est dissoute au 31 décembre 2013 et remplacée au 1er janvier 2014 par la communauté de communes de la Vallée de l'Homme.

### Tendances politiques et résultats
De 1983 à 2008, la ville est dirigée par Gérard Fayolle (RPR puis UMP). Aux élections municipales de 2008, c'est le socialiste Gérard Labrousse qui le remplace. En 2014, la ville passe de nouveau à droite avec la liste de Jean Montoriol (UMP).

### Administration municipale
La population de la commune étant comprise entre 2 500 et 3 499 habitants au recensement de 2017, vingt-trois conseillers municipaux ont été élus en 2020,.

### Liste des maires

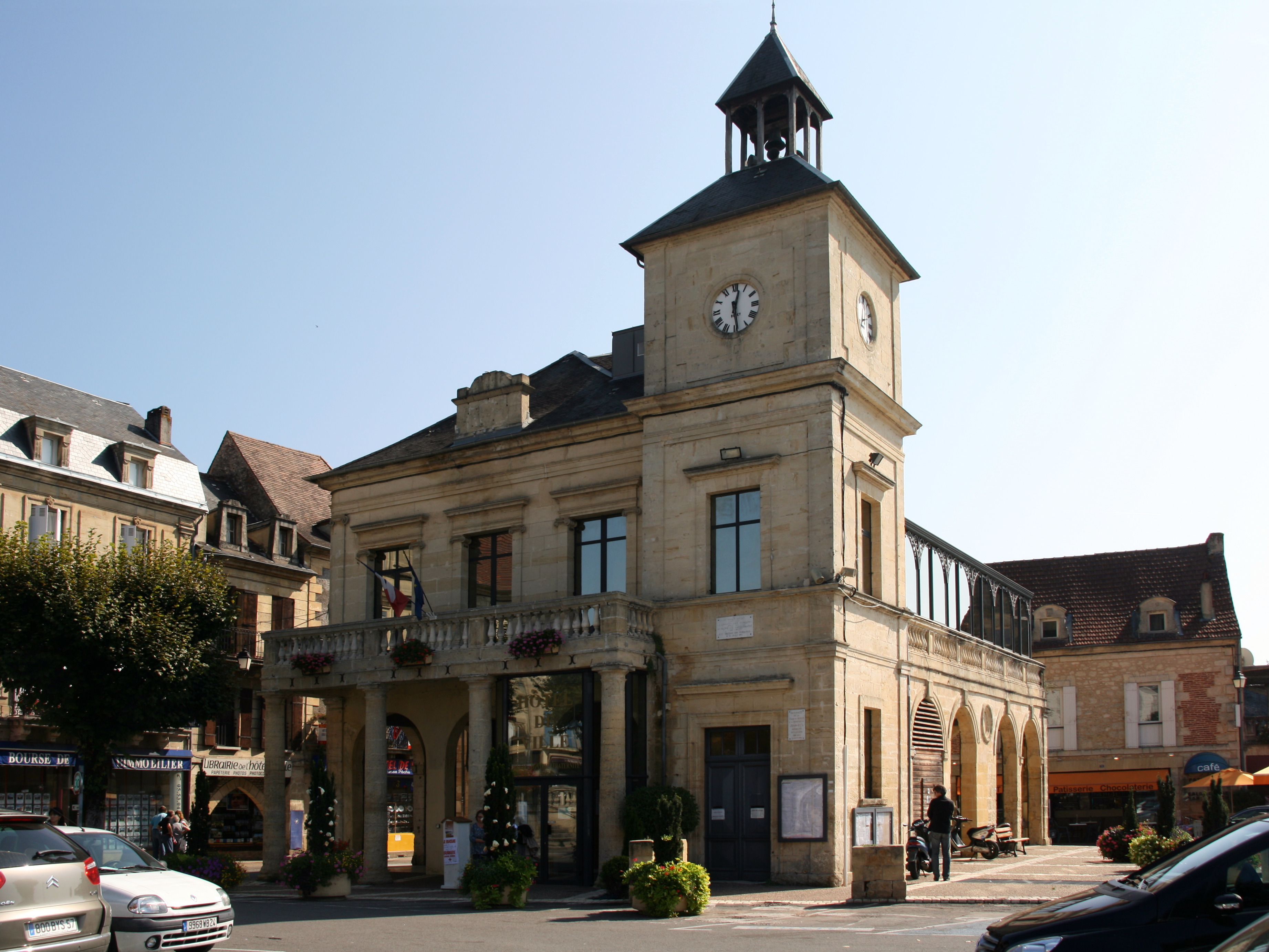
L'hôtel de ville du Bugue.

| Période                                  | Période      | Identité         | Étiquette    | Qualité |
| ---------------------------------------- | ------------ | ---------------- | ------------ | --- |
| Les données manquantes sont à compléter. |              |                  |              | |
|                                          |              |                  |              | |
| 1959                                     | 1979         | Léopold Salme    | PS           | Ingénieur des ponts et chaussées, conseiller général (1961-1979)                                                                         |
| 1979                                     | 1983         | Élie Leymonerie  | PS           | Secrétaire de mairie |
| 1983                                     | 2008         | Gérard Fayolle   | RPR puis UMP | Professeur de lettres retraité, écrivain, conseiller général (1979-1998), président du conseil général (1992-1994), sénateur (1997-1998) |
| mars 2008                                | avril 2014   | Gérard Labrousse | PS           | Enseignant retraité conseiller général (2004-2015)                                                                                       |
| avril 2014                               | juillet 2020 | Jean Montoriol   | UMP-LR       | Médecin hospitalier à la retraite |
| juillet 2020                             | En cours     | Serge Léonidas   |              | |

### Politique environnementale
Le Bugue a le label « station verte de vacances ».
Le Bugue a obtenu le 1er prix des Villes fleuries de Dordogne en 2005, 2006, 2007, 2008.
Dans son palmarès 2024, le Conseil national de villes et villages fleuris de France a attribué une fleur à la commune.

### Jumelages

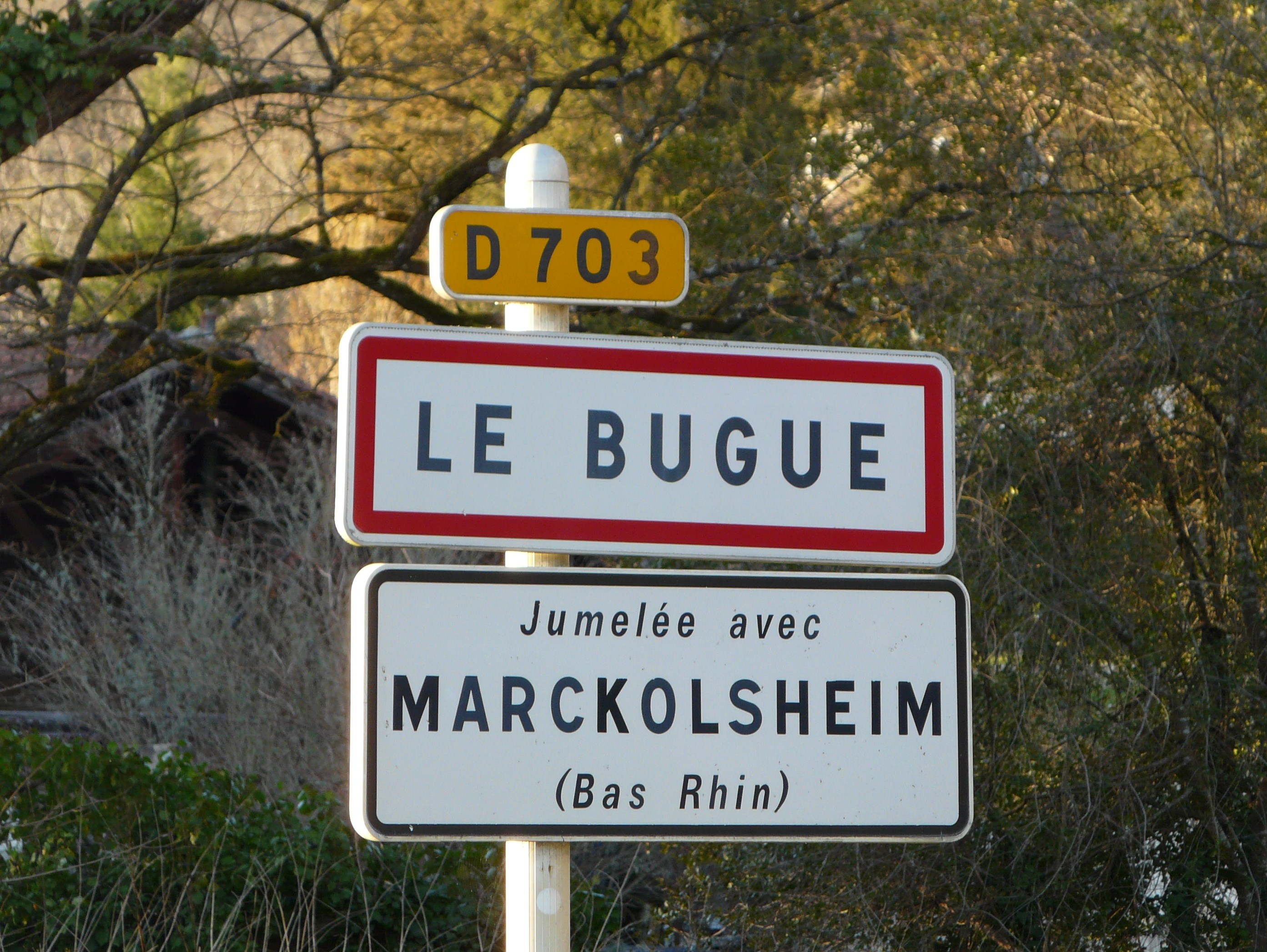
Panneau de jumelage du Bugue.

Le Bugue est jumelée avec la ville de Marckolsheim (Bas-Rhin) depuis le 3 mai 1986 (jumelage impulsé par les maires Gérard Fayolle et Léon Siegel).
En juillet 2025 est signée la convention de jumelage entre Le Bugue et Dire Dawa, en Éthiopie.

## Équipements et services publics

### Justice
Dans le domaine judiciaire, Le Bugue relève : 
- du tribunal de proximité de Sarlat-la-Canéda ;
- du tribunal judiciaire, du tribunal pour enfants, du conseil de prud'hommes et du tribunal de commerce de Bergerac ;
- du pôle Nationalité du tribunal judiciaire de Périgueux (compétent uniquement dans le domaine de la nationalité) ;
- de la cour d'appel et de la  cour administrative d'appel de Bordeaux.

## Population et société

### Démographie
Les habitants du Bugue sont appelés les Buguois.
L'évolution du nombre d'habitants est connue à travers les recensements de la population effectués dans la commune depuis 1793. Pour les communes de moins de 10 000 habitants, une enquête de recensement portant sur toute la population est réalisée tous les cinq ans, les populations de référence des années intermédiaires étant quant à elles estimées par interpolation ou extrapolation. Pour la commune, le premier recensement exhaustif entrant dans le cadre du nouveau dispositif a été réalisé en 2007.

En 2022, la commune comptait 2 638 habitants, en évolution de +0,61 % par rapport à 2016 (Dordogne : +0,37 %, France hors Mayotte : +2,11 %).
| 1793  | 1800  | 1806  | 1821  | 1831  | 1836  | 1841  | 1846  | 1851  |
| ----- | ----- | ----- | ----- | ----- | ----- | ----- | ----- | ----- |
| 2 486 | 2 475 | 2 481 | 1 510 | 2 661 | 2 437 | 2 398 | 2 735 | 2 904 |

| 1856  | 1861  | 1866  | 1872  | 1876  | 1881  | 1886  | 1891  | 1896  |
| ----- | ----- | ----- | ----- | ----- | ----- | ----- | ----- | ----- |
| 2 952 | 2 969 | 3 005 | 2 903 | 2 918 | 2 722 | 2 953 | 2 651 | 2 640 |

| 1901  | 1906  | 1911  | 1921  | 1926  | 1931  | 1936  | 1946  | 1954  |
| ----- | ----- | ----- | ----- | ----- | ----- | ----- | ----- | ----- |
| 2 872 | 2 590 | 2 545 | 2 146 | 2 131 | 2 142 | 2 242 | 2 205 | 2 077 |

| 1962  | 1968  | 1975  | 1982  | 1990  | 1999  | 2006  | 2007  | 2012  |
| ----- | ----- | ----- | ----- | ----- | ----- | ----- | ----- | ----- |
| 2 424 | 2 741 | 2 778 | 2 784 | 2 764 | 2 778 | 2 762 | 2 760 | 2 695 |

| 2017  | 2022  | - | - | - | - | - | - | - |
| ----- | ----- | - | - | - | - | - | - | - |
| 2 587 | 2 638 | - | - | - | - | - | - | - |

### Famille
- Étudiants : 4,89 %
- Familles monoparentales : 12,08 %

### Manifestations culturelles et festivités
La fête de la moto a lieu tous les deux ou trois ans, au mois de mars ou avril. La 13e édition a eu lieu en avril 2014.
Tous les ans, un dimanche au printemps, a lieu la Foire aux fleurs (34e édition en 2025).
Chaque année, lors du week-end de la Pentecôte, se déroule le festival BriKaBrak, proposant au jeune public des « spectacles de cirque, de théâtre et de musique » (22e édition en 2025).
En juillet, sur deux jours se tient le « festival Noir Vézère » du livre policier (12e édition en 2025).
Tous les ans, les 3e samedi et dimanche d'août ont lieu les grandes fêtes de la Saint-Louis avec fête foraine, concours de pêche, vide-greniers, concerts et feu d'artifice.
Le 2 juillet 1989, Le Bugue a organisé la Félibrée du Périgord (fête de l'Occitanie qui a lieu tous les ans début juillet dans une commune de la Dordogne). Elle l'avait également organisée en 1922.

### Sports
Club de rugby à XV fondé en 1902, le Bugue Athletic Club a remporté le championnat de France de 3e division fédérale en 2006-2007. Il a été remplacé en 2013 par le Rugby Club buguois.
Club de tennis du Bugue, « Le Bugue tennis club », comptant 200 adhérents pour la saison 2013/2014 avec une constante augmentation. Évolue en première division du championnat départemental et régional pour l'équipe 1.

#### Manifestations sportives
Début juin, sur un samedi, le tournoi de rugby du Bugue rassemble des jeunes joueurs « de moins de 6 ans à moins de 12 ans » venus des départements de la Nouvelle-Aquitaine ; en 2025, environ un millier de jeunes de 20 écoles de rugby se sont confrontés.

## Économie

### Emploi
L'emploi est analysé ci-dessous selon qu'il affecte les habitants du Bugue ou qu'il est proposé sur le territoire de la commune.

#### L'emploi des habitants
En 2018, parmi la population communale comprise entre 15 et 64 ans, les actifs représentent 842 personnes, soit 32,5 % de la population municipale. Le nombre de chômeurs (147) a diminué par rapport à 2013 (167) et le taux de chômage de cette population active s'établit à 17,4 %.

#### L'emploi sur la commune
En 2018, la commune offre 1 222 emplois pour une population de 2 591 habitants. Le secteur tertiaire prédomine avec 45,0 % des emplois mais le secteur administratif est également très présent avec 30,1 %.
Répartition des emplois par domaines d'activité
|                     | Agriculture | Industrie | Construction | Commerce, transports et services | Administration publique, enseignement, santé, action sociale |
| ------------------- | ----------- | --------- | ------------ | -------------------------------- | ------------------------------------------------------------ |
| Nombre d'emplois    | 15          | 98        | 192          | 550                              | 367                                                          |
| Pourcentage         | 1,2 %       | 8,0 %     | 15,7 %       | 45,0 %                           | 30,1 %                                                       |
| Source des données. |             |           |              |                                  |                                                              |

### Établissements
Au 31 décembre 2015, la commune compte 416 établissements, dont 269 au niveau des commerces, transports ou services, soixante-trois relatifs au secteur administratif, à l'enseignement, à la santé ou à l'action sociale, quarante-six dans la construction, vingt-quatre dans l'industrie, et quatorze dans l'agriculture, la sylviculture ou la pêche.

### Entreprises
Tous secteurs confondus, parmi les cinquante premières entreprises ayant leur siège social en Dordogne, classées selon le chiffre d'affaires hors taxes en 2015-2016, une est implantée au Bugue : Mansol (hypermarchés) qui se classe 34e avec 28 828 k€.
Par secteur économique dans le département, on trouve implantées au Bugue :
- dans le commerce, Mansol à la 16e place[100] ;
- dans l'agroalimentaire, les Établissements Grolière et Fils (préparation industrielle de produits à base de viande), 41e avec 1 737 k€[101] ;
- dans le BTP, deux entreprises[102],
  - Entreprise Héraut (construction de routes et autoroutes), classée 17e avec 5 077 k€ ;
  - Montastier (travaux de terrassement courants et travaux préparatoires), 23e avec 4 348 k€.

La maison d'édition P.L.B Éditeur y a été créée.

## Culture locale et patrimoine

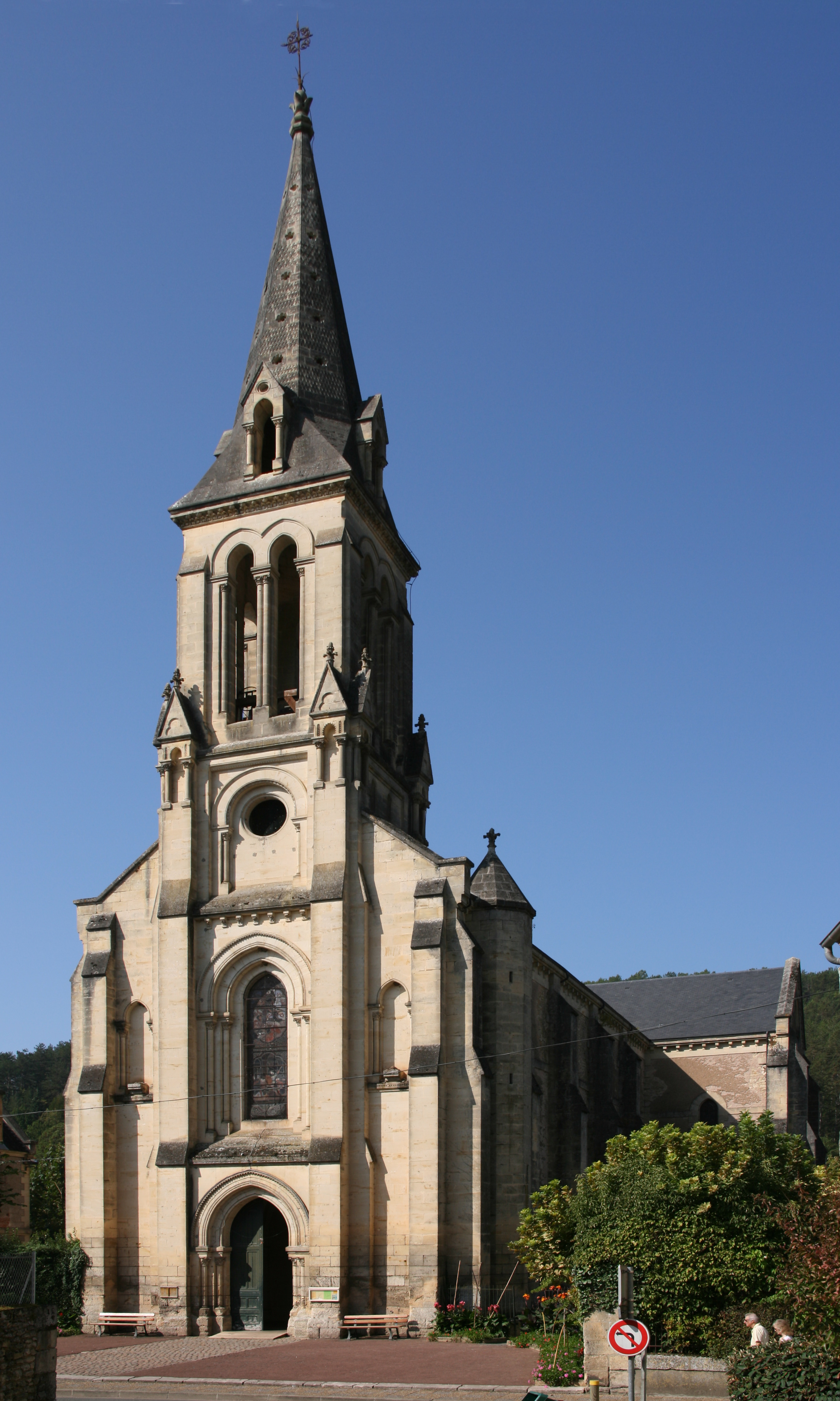
L'église Saint-Sulpice.

### Lieux et monuments
- L'église Saint-Sulpice construite entre 1871 et 1876 avec un remarquable ensemble de 27 vitraux réalisés par Jean Besseyrias de 1874 à 1876[103] et un orgue Maille. Lors de la dispersion du mobilier de la chartreuse de Vauclaire à Montpon-Ménestérol, un objet inscrit en 2000 au titre des monuments historiques, a été rapatrié dans l'église Saint-Sulpice : une statue datant de 1738 représentant la Vierge à l'Enfant[104].
- La grotte de Bara-Bahau.
- Le château des Faures, XVIIIe siècle[105].
- L'aquarium du Périgord noir.
- Le parc du Bournat, écomusée de la vie périgordine à la fin du XIXe siècle.
- Le Labyrinthe préhistorique.
- Le musée de minéralogie et de paléontologie[106].
- Le parc ornithologique de la « Terre des Oiseaux ».
- Démonstrations et stages de souffleurs et fileuses de verres.

### Personnalités liées à la commune
- Adrien Bels (1882-1964), agriculteur et homme politique, est né au Bugue.
- Pierre Lucien Bertrand, libraire, éditeur (P.L.B éditeur), chroniqueur et rédacteur, né, vivant et exerçant au Bugue[107].
- Jean Léon Dessalles (1803-1878), historien, écrivain, archiviste en chef du département de la Dordogne, est né et a vécu au Bugue[108].
- Gérard Fayolle, né au Bugue en 1937, a été maire de sa commune, conseiller général du canton, président du conseil général et sénateur du département.
- André Glory, dit l'Abbé Glory (1906-1966), préhistorien.
- Jean René Gomaire, (1745-1805), homme politique français, député de la Convention, est mort au Bugue.
- Jean Kerébel (1918-2010), athlète spécialiste du 400 mètres, mort au Bugue.
- Gabriel Guillaume Lamothe-Pradelle (1850-1888), est un homme politique décédé au Bugue.
- Jean Lafille (1917-1971), instituteur, préhistorien découvreur des squelettes et grotte du Roc de Marsal à Campagne, né et mort au Bugue[109],[110].
- Félix Lobligeois (1874-1942) est né au Bugue ; vice-président du conseil municipal de la Ville de Paris, radiologue et confrère de Pierre et Marie Curie, victime de la science.
- Paul Loubradou, (1883-1961), député communiste du Front populaire, artiste-peintre, lié familialement et ayant vécu au Bugue où il s'est marié en 1907[111].
- Jacques Natanson (1901-1975), écrivain, scénariste, réalisateur, dialoguiste, écrivain français, est mort au Bugue.
- Jean Orieux (1907-1990), romancier et biographe français. Il a résidé au Bugue à la fin de sa vie[112].
- Jean Rey (1583-1645), chimiste et médecin, né et mort au Bugue.
- Martin Walker, né en 1947 en Écosse, journaliste et écrivain britannique, habite Le Bugue.
- Marie Thérèse Vergniaud (1877-1978) écrivain, femme de lettres sous le pseudonyme de Jean Vézère[113]

### Héraldique
| Armes de Le Bugue | Les armes du Bugue se blasonnent ainsi : « D'argent aux trois fasces ondées d'azur, à la crosse contournée d'or brochant sur le tout. » |

## Pour approfondir